# Lądowisko Narew
Lądowisko Narew 2 (kod ICAO: EPHN) – lądowisko w Narwi, położone w południowo-wschodniej części wsi, w podlaskim. Lądowisko należy do Pronaru.
Lądowisko figuruje w ewidencji lądowisk Urzędu Lotnictwa Cywilnego pod nr 347.
Dysponuje jedną drogą startową trawiastą, utwardzoną wykonaną z tworzywa sztucznego matą kratową.
Wcześniej, w 2015, nieopodal 229 powstało lądowisko śmigłowcowe Narew.